# 篠原榮太
篠原 榮太（しのはら えいた、1927年〈昭和2年〉 - 2023年〈令和5年〉9月14日）は、日本のグラフィックデザイナー。
テレビ局専属のタイトルロゴデザイナーとして活動を開始し、やがてロゴタイプおよび書体デザインの第一人者となった。

## 来歴
東京府出身。ネオンサインのデザインに従事したのち、映画のスタッフロールデザインの美しさに魅せられ、映像デザインの仕事を目指して、1955年、ラジオ東京テレビジョン（KRT、のちのTBSテレビ）開局と同時に、運営会社のラジオ東京に入社し、テレビ番組の静止画台紙（タイトル画面、気象情報、ステーションブレイクなど）のデザインに従事。ロゴ製作者としては、硬質なレタリングによる字体のほか、毛筆による筆耕を得意とした。
1964年（昭和39年）、大谷四郎とともに、日本タイポグラフィ協会の前身となる「日本レタリングデザイナー協会」を設立した。のち日本タイポグラフィ協会理事、理事長、会長を歴任。
独立後は、テレビ番組のタイトルロゴ素材製作のかたわら、印刷物デザイン、写真植字・電算写植など向けの書体デザイン、イラストレーションを手掛けたほか、ファインアート作品も発表した。TBSビジョン顧問ののち、同社退職後は、多摩美術大学、専門学校東京デザイナー学院、東京デザインスクールで教鞭をとったほか、「レタリング技能検定」中央委員長を歴任するなど、長年にわたりデザイン教育に携わった。
2018年頃に進行性核上性麻痺と診断される。2023年9月14日に老衰のため東京都内の施設で死去した。96歳没。

### 受賞歴
- 全日本CM協議会（ACC）CMフェスティバル 銀賞（1961年） - スポット
- 全日本CM協議会（ACC）CMフェスティバル 銅賞（1962年） - スポット
- 民放フェスティバル アニメーション作品部門 金賞・銀賞（1965年）
- 民放テレビタイトルデザインコンクール／優秀賞（1966年）
- NAAC展 日本タイポグラフィ協会賞（1981年）[2]
- NAAC展 日本タイポグラフィ年鑑ベストワーク賞（1985年・1989年・1992年）[2]
- 文部科学省社会教育功労者表彰（2004年）[2][5]
- 第7回橋田賞（1999年）[2][6]
- 第10回佐藤敬之輔賞[2]

## 主な仕事

### テレビ番組タイトル
KRテレビ→TBSテレビ
- 東芝日曜劇場
  - マンモスタワー
  - カミさんと私
  - 三十ふり袖（1971年版）
  - 女と味噌汁
  - 天国の父ちゃんこんにちは
  - 初蕾（1973年版）
  - 証明（1977年版）
  - 女たちの忠臣蔵
  - おんなの家

- コンバット!（吹替版）
- 輝く! 日本レコード大賞
- 近鉄金曜劇場
  - 正塚の婆さん
  - 岡田茉莉子シリーズ

- ベルトクイズQ&Q
- 黒澤明シリーズ
- 月曜ロードショー
- サウンド・イン"S"
- ありがとう
- 寿の日
- はじめまして
- 明日がござる
- いごこち満点
- かあさん堂々
- 晴れのち晴れ
- たとえば、愛
- 桜中学シリーズ
  - 3年B組金八先生
  - 1年B組新八先生
  - 2年B組仙八先生
  - 3年B組貫八先生

- 木曜座
  - 愛の教育
  - 水中花

- 愛
- 心
- JNN報道特集
- 秋なのにバラ色
- 関ヶ原
- 野々村病院物語、野々村病院物語II
- 夜明けのタンゴ
- 想い出づくり。
- はまなすの花が咲いたら
- さよなら三角またきて四角
- 人間万事塞翁が丙午
- 刑事ヨロシク
- 輝きたいの
- 金曜日の妻たちへ
- 青が散る
- 家族ゲーム（長渕剛版）
- 痛快なりゆき番組 風雲!たけし城
- セゾンスペシャル 雨の降る駅
- 男女7人夏物語、男女7人秋物語
- 妻よ妻よ
- 日曜特集・新世界紀行
- 忠臣蔵・女たち・愛
- 俺たちの時代
- 渡る世間は鬼ばかり
- 忠臣蔵（ビートたけし版）
- 橋田壽賀子スペシャル 源氏物語 上の巻・下の巻
- 次男次女ひとりっ子物語
- 家族の物語
- 課長サンの厄年
- 女の言い分
- 魔の季節
- 明るいほうへ 明るいほうへ
- 浅草ふくまる旅館
- 官僚たちの夏

毎日放送
- 不毛地帯

よみうりテレビ
- 遠くへ行きたい
- 細うで繁盛記、新・細うで繁盛記
- 羆嵐

NHK
- スポットライト
- 夢千代日記
- サンデースポーツ

テレビ朝日
- 草野球・草家族
- 文吾捕物帳

### ロゴタイプ・CI
- 福島テレビ コーポレートアイデンティティ（1983年 - 1998年）
- ミムロ食品 コーポレートアイデンティティ（1987年）
- TBSビジョン コーポレートアイデンティティ（1989年）
- 琉球放送 社名・局名（RBC）ロゴタイプ
- テレビ高知 局名（KUTV）ロゴタイプ
- テレパック 社名ロゴタイプ
- 日本オートスポーツセンター 略称（JASC）ロゴタイプ
- 雑誌『郵趣』ロゴタイプ
- TBSラジオ キャンペーンロゴマーク
- 協栄岡野 各種商品ロゴタイプ
- 鮒忠 各種商品ロゴタイプ

### 書体
- 新隷書体（1980年 モリサワ）
- 篠（1985年 リョービイマジクス）[3]
- まるたくん（1989年 リョービイマジクス）
- 成田国際空港デジタルサイネージ「SEASON・春夏秋冬」コンテンツ内の文字デザイン（2000年）[2]

### 印刷物デザイン
- 学燈社 月刊誌『若人』表紙デザイン（1960年）
- 新橋演舞場 各種公演ポスター、パンフレット、題字（1968年 - 1992年）[2]
- 明治座 各種公演ポスター、パンフレット、題字（1968年 - 1992年）[2]
- 日生劇場 各種公演ポスター、パンフレット、題字（1968年 - 1992年）
- DVD-BOX『落語研究会』シリーズ 文字情報デザイン
- 書籍タイトル
  - テレビで気になる女たち（鴨下信一 1985年 講談社） - 表紙画も担当[13]
  - お蔭さまで（石井ふく子 1993年 世界文化社）
  - 万葉の女たち男たち（石丸晶子 1994年 朝日文庫）
  - 雪舞い（立原正秋 1995年 世界文化社）
  - ことのは草（大岡信 1996年 世界文化社）
  - ぐびじん草（大岡信 1996年 世界文化社）
  - みち草（大岡信 1997年 世界文化社）
  - でこぼこの名月（安岡章太郎 1998年 世界文化社）
  - しおり草（大岡信 1998年 世界文化社）
  - おもひ草（大岡信 2000年 世界文化社）

### イラストレーション
書籍挿絵は後述
- 東京都広報誌「とうきょう広報」ロゴタイプ・表紙画（1973年 - 1981年）[2][10]
- 読売新聞ラジオ欄「深夜ラジオと若者」挿絵（1976年）
- シャトー・メルシャン勝沼ワイナリー ワイン資料館 壁画、パッケージ[2][14]

### その他のデザイン
- 日本郵便 慶弔用80円切手「寿」（1999年）[2]

### 作品が収録された出版物
- 東京アートディレクターズクラブ年鑑（1976年 - 1978年）
- 『プリント（英語版）』誌（1981年）
- 『インターナショナル・タイポグラフィック・コミュニケーション』誌（1989年）
- 教科書
  - 日本文教出版「高校美術1」（2006年 - ） - ロゴタイプ「阿ん」[2]
  - 開隆堂出版 中学校美術資料集「新 美術 表現と鑑賞」（2010年 - ） - 鉛筆画「ニューヨーク・マンハッタン」[2]

### 美術館所蔵
- クーパー・ヒューイット国立デザイン博物館（1982年）
- クリングシュポールミュージアム（ドイツ語版）（1983年）

## 著書
- 隷書デザイン（1971年 グラフィック社）
- テレビタイトルデザイン（1971年 グラフィック社）
- 表字集 毛筆（1980年 アトリエ・メグ）
- テレビタイトルロゴタイプ（1992年 兼六館出版）
- 本の変奏曲（2008年 グラフィック社）
- 芝居の題字（2010年 グラフィック社）
- 篠原榮太のテレビタイトル・デザイン（2020年 グラフィック社）

### 共著
- 実戦ビデオソフト入門（1976年 視聴覚科学技術センター） - 遠藤隆智、清水和幸
- テレビデザイン（1977年 グラフィック社） - 2冊組の2巻「タイトルデザイン」を担当。1「スタジオアート」は坂上健司
- 挿絵・絵本
  - 一子ちゃんの手紙 学童疎開児の記録（1979年 光書房） - 題字も担当[12]。大和田一子[13]
  - なく虫ずかん（1991年 福音館書店） - 「もじ」担当。松岡達英（え）、大野正男（ぶん）、佐藤聡明（おと）
  - 鳥のなき声ずかん（1992年 福音館書店） - 「もじ」担当。薮内正幸（ぶん・え）、佐藤聡明（おと）